# Costa Volpino
Costa Volpino – miejscowość i gmina we Włoszech, w regionie Lombardia, w prowincji Bergamo.
Według danych na styczeń 2009 gminę zamieszkiwały 9324 osoby przy gęstości zaludnienia 504 os./1 km².